# Dany Brillant
Dany Brillant, właśc. Daniel Cohen-Biran (ur. 28 grudnia 1965 w Tunisie) – tunezyjski piosenkarz, kompozytor, autor tekstów, producent muzyczny i aktor pochodzenia francuskiego.

## Życiorys
Urodził się w Tunisie, jest synem francuskich migrantów, którzy osiedlili się w Sainte-Geneviève-des-Bois. W wieku 12 lat wraz z rodziną przeprowadził się do Paryża, gdzie jego ojciec otworzył sklep spożywczy.
W wieku 14 lat rozpoczął samodzielną naukę gry na gitarze. Jako artysta zadebiutował występami w kabarecie Aux Trois Maillets, w którym przyjął pseudonim artystyczny Dany Brillant. Jako swoich idoli muzycznych wymienia Charlesa Aznavoura, Péreza Prado i Franka Sinatrę. W 1991 wydał debiutancki album studyjny pt. C’est ça qui est bon, który promował singlami: „Suzette”, „Y’a qu’les filles qui m’intéressent” i „Viens à Saint Germain”; z pierwszym singlem dotarł do trzeciego miejsca na liście przebojów we Francji. W kolejnych latach wydał jeszcze 15 płyt studyjnych: C'est toi (1993), Havana (1996), Nouveau jour (1999), Dolce Vita (2001), C'est ça qui est bon (2002), Jazz... à la Nouvelle Orléans (2004), Casino (2005), Histoire d'un amour (2007; złota płyta w Turcji), Viens dancer (2009), Puerto Rico (2009), Viens à Saint-Germain (2012), Le dernier romantique (2014) i Rock and Swing (2018) oraz Dany Brillant chante Aznavour – La Bohème (2020) i Dany Brillant chante Aznavour en duo (2021), na których umieścił swoje interpretacje przebojów Charlesa Aznavoura. W 2005 wystąpił w programie Les stars chantent leurs idoles w telewizji France 2.
Jako aktor zadebiutował rolą w filmie Nowy świat (Le Nouveau Monde, 1995). W kolejnych latach zagrał w produkcjach filmowych i serialowych: Des nouvelles du bon Dieu (1996), Les seins de ma prof d'anglais (2004), Les Cordier, juge et flic (2004), Changement d'adresse (2006), Asterix na olimpiadzie (Astérix aux Jeux olympiques, 2008), Mocne alibi (Le Grand Alibi, 2008), Roméro et Juliette (2008), Zrób mi przyjemność (Fais-moi plaisir!, 2009), La Vérité si je mens! 3 (2012), Nos chers voisins (2015) i Le petit blond de la casbah (2023).